# Juan Guillermo Penagos Estrada
Juan Guillermo Penagos Estrada (Medellín; 25 de julio de 1945-Bogotá; 19 de julio de 2000) fue un ingeniero, empresario y político colombiano, vinculado al Partido Conservador Colombiano, que fue director de la Aeronáutica Civil de su país, gerente general de las Empresas Públicas de Medellín. Fue Secretario de Hacienda del Municipio de Medellín y del Departamento de Antioquia. Estudió ingeniería eléctrica en la Universidad Pontificia Bolivariana y falleció en Bogotá el 19 de julio de 2000, a la edad de 54 años.

## Trayectoria pública
Penagos Estrada fue Secretario de Hacienda de Medellín en los años setenta y director del Departamento Administrativo de Aeronáutica Civil de Colombia, o simplemente Aerocivil entre los años 1982 y 1987, designado por el entonces presidente de la República, Belisario Betancur Cuartas. Sucedió en el cargo a Álvaro Uribe Vélez y en esa calidad le correspondió terminar las obras e inaugurar el Aeropuerto José María Córdova, de Rionegro.
También fue gerente general de las Empresas Públicas de Medellín, la empresa de servicios públicos domiciliarios de la capital antioqueña y una de las más importantes del país, entre los años 1988 y 1990, designado por el entonces alcalde de la ciudad, Juan Gómez Martínez.
En su honor fue nombrada la central hidroeléctrica Porce II, una de las de mayor capacidad de generación de electricidad de ese país.

## Trayectoria privada
Como empresario, Penagos Estrada lideró procesos agroindustriales relacionados con explotación maderera, textil y cultivo y comercialización de hortalizas.